# Monument Oerwold

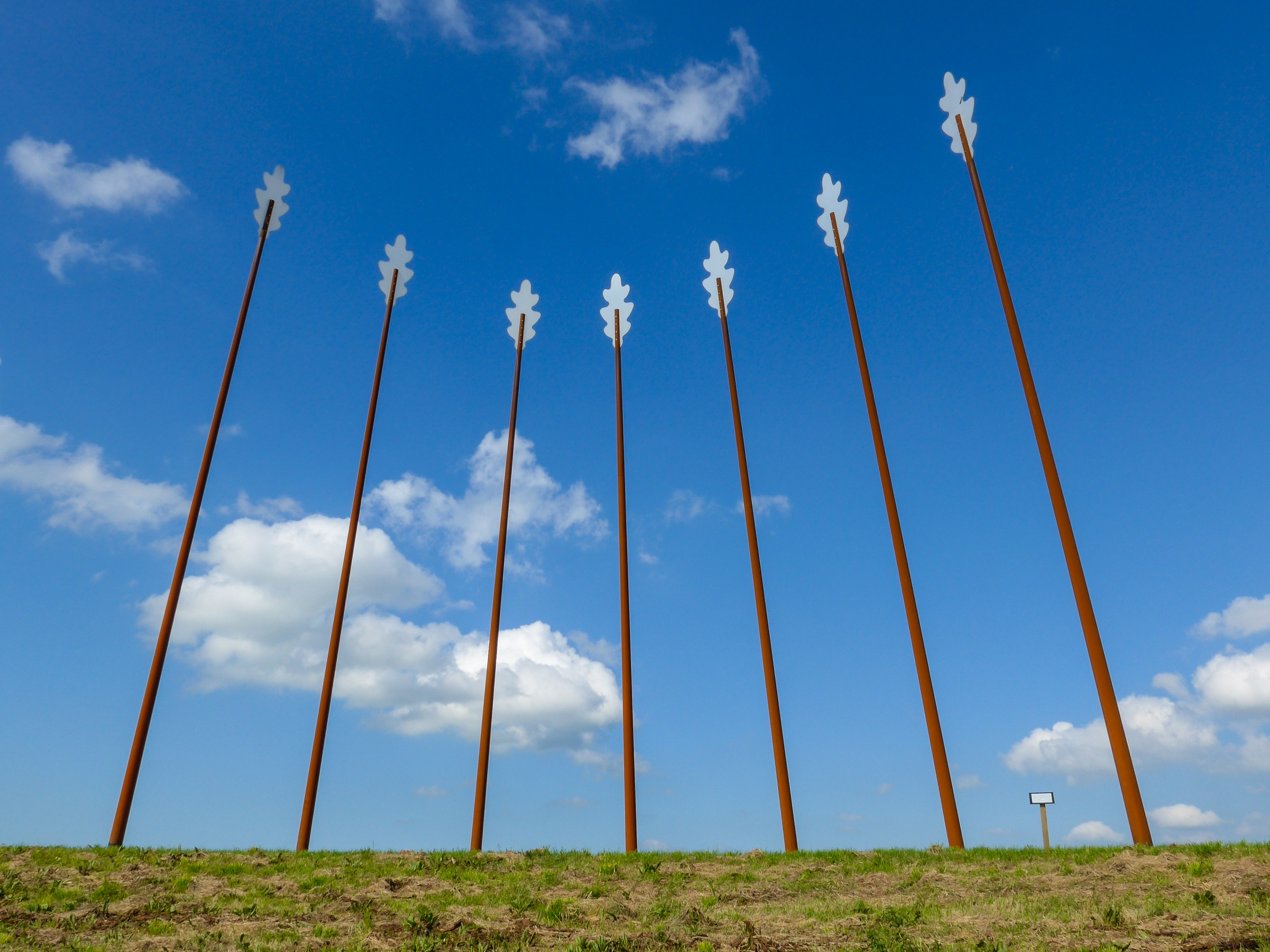
Monument Oerwold

Monument Oerwold is een beeld in het Stobbenven ten noorden van de plaats Roderwolde, bedacht door kunstenaar Evert van Fucht. De aanleiding voor de bouw van het monument is de opgraving van ongeveer 9000 jaar oude boomstobben. Het monument bestaat uit zeven tapse buizen (masten) van cortenstaal, die de bomen van het oude bos representeren, waarop roestvrijstalen bladeren zijn geplaatst. Het beeld is afgemaakt in 2013.